# Historia de Benín
Los primeros europeos que exploraron las costas del país fueron los portugueses João de Santarém y Pedro de Escobar (1471-1473), a los que siguieron comerciantes ingleses y neerlandeses. Poco se conoce sobre la historia del norte del actual Benín. En el sur, florecieron varios reinos que, durante el siglo XIX cayeron bajo poder de los franceses.

## El Reino de Dahomey

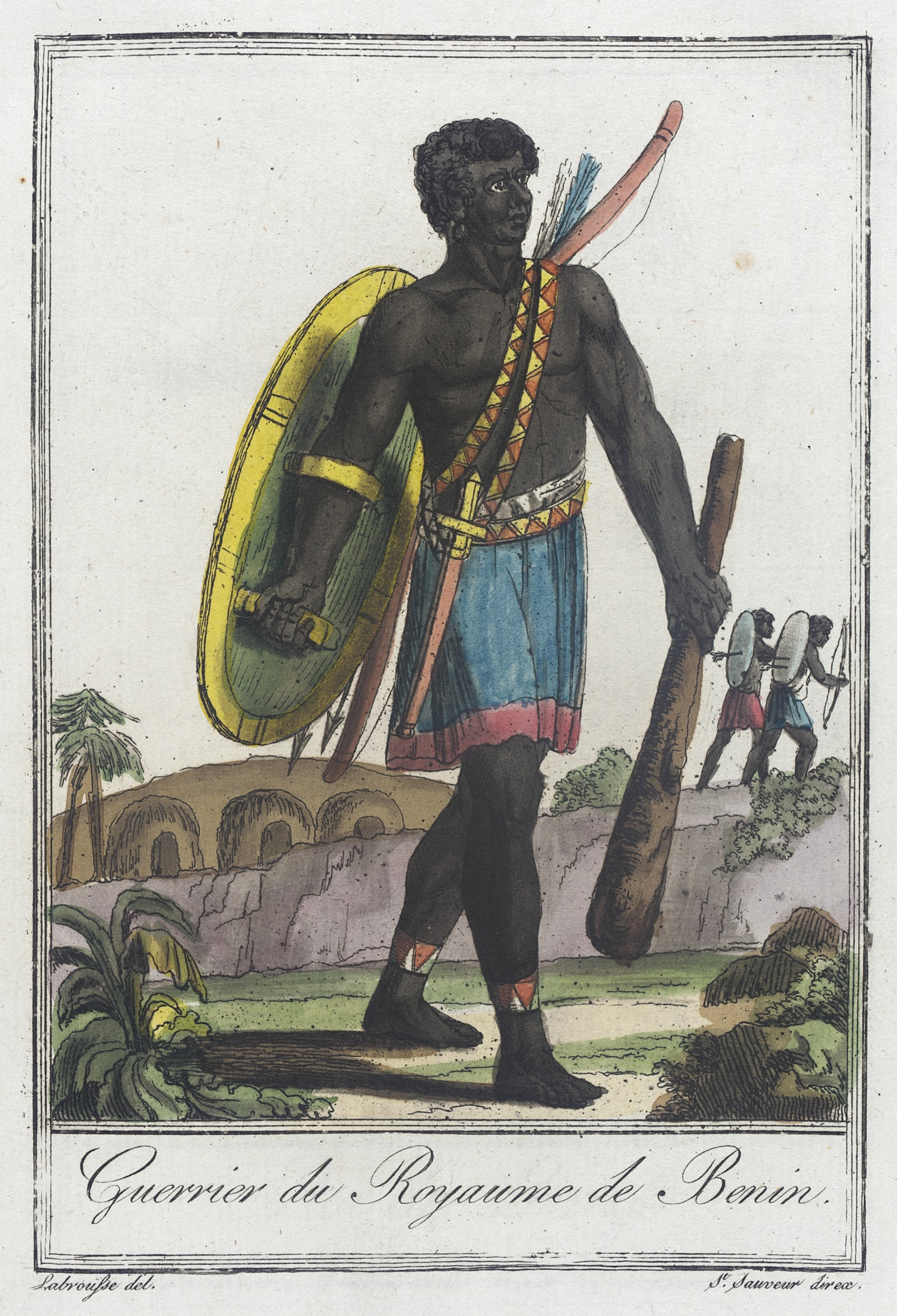
Guerrero de Benín, en 1797.

El reino de Dahomey se creó en el interior del territorio del actual país en el siglo XVII a manos de una etnia llamada adja, como un movimiento de autodefensa por parte de la población, diezmada por las frecuentes razías de esclavos.
Según la tradición oral, un grupo del pueblo adja emigró durante los siglos XII o XIII hacia el este desde Tado, en el río Mono, y fundó la ciudad de Allada, llegando a ser esta la capital de Gran Ardra, un Estado que alcanzó su máximo poder desde comienzos del siglo XVI hasta entrado el siglo XVII, la población era de 3 a 5,7 millones. Se estima que en el país se exportaron hasta 20 mil esclavos anuales en el siglo XVIII y 12 mil anuales en el siglo XIX hasta 1820.
Las disputas de poder entre tres herederos al trono supuso en 1625 el desmoronamiento del reino, quedándose Kokpon, como rey de Gran Ardra, mientras otro hermano, Mai-Aklin, fundó la ciudad-estado de Abomey y Agdanlin la ciudad de Ajatche o Pequeño Ardra (llamado Porto Novo por los comerciantes portugueses). En Abomey o Dahomey se organizó un reino fuertemente centralizado y apoyado por un ejército profesional. A lo largo de los años, los adjas se fueron mezclándose con la población autóctona, dando origen al grupo étnico hoy conocido como fon o dahomey.
A lo largo del siglo XVIII, la principal actividad económica de Dahomey era el comercio de esclavos, que capturaban en sus incursiones contra las poblaciones vecinas y luego vendían a los tratantes europeos. Posteriormente, el reino quedó convertido en vasallo de los yoruba de Oyo. En el siglo XIX, la trata fue sustituida progresivamente por el comercio del aceite de palma y la región costera inició una época de desarrollo agrícola y de apertura exterior bajo el gobierno del rey Ghezo (1818 - 1858), durante su reinado la población del reino era de 1 millón de personas y la de las tribus que conquistó de otro millón más. 
En 1880 se estima que en su capital Abomey vivían 15 a 90 mil personas.

## Conquista de Francia

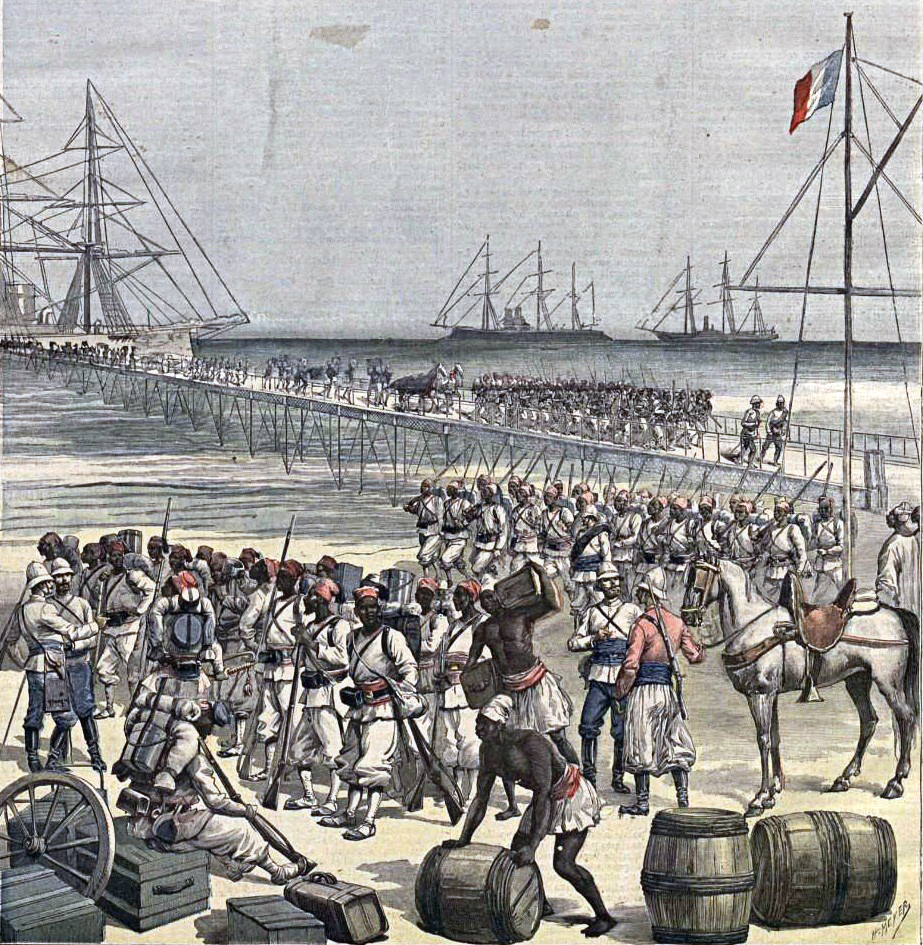
Desembarco en Cotonú de las tropas del ejército francés, con tiradores senegaleses en primer término. Le Petit Journal, París, 21 de mayo de 1892

A lo largo del siglo XIX, Francia fue adquiriendo diversos establecimientos en la costa, como Cotonú.
En 1883, el reino de Porto-Novo aceptó el protectorado francés esperando recibir protección contra el dominio de Dahomey. Este protectorado formaba parte de las medidas coloniales del gobierno francés en su pugna con alemanes y británicos por hacerse con el control de la región. Para afianzar su posición, Francia intentó el acercamiento a Dahomey siendo rechazada por la resistencia armada del rey Behanzin (1889–1893), hasta la derrota de este en 1892–1893. A partir de entonces, Francia estableció un protectorado sobre Dahomey y desterró a Behanzin a la isla de la Martinica, en las Antillas Francesas. Entre 1895 y 1898 los franceses pusieron bajo su control nuevas zonas en el norte y, por los tratados franco-germánico de 1897 y anglo-francés de 1898, quedaron fijados los límites definitivos de la llamada colonia de Dahomey, que en 1904 fue incorporada al África Occidental Francesa.

## Independencia
El 1 de agosto de 1960, Dahomey logra su independencia (también muchos otros países africanos lo harían en estos años), siendo nombrado primer presidente del país, Hubert Maga, apoyado por Parakou y el norte y por Sourou Migan Apithy, político de Porto Novo. Desde un principio, el Dahomey independiente vivió en una permanente inestabilidad gubernamental, causada por problemas económicos (especialmente fiscales), por rivalidades entre el norte y el sur del país y por la inestabilidad social.

## Inestabilidad política
En 1963, tras continuadas y multitudinarias manifestaciones antigubernamentales de obreros y estudiantes, las fuerzas armadas organizaron un golpe de Estado exitoso y colocaron a Justin Ahomadegbé en el poder (en alianza con Apithy). En 1965 el ejército reemplazó al Presidente por el coronel Christophe Soglo. A finales de 1967, un movimiento de oficiales jóvenes dirigido por el teniente coronel Alley de Alphonse, destituyó a Soglo, comprometiéndose a restablecer el gobierno civil y la vuelta de los militares a los cuarteles. Pero en 1968, tras la celebración de elecciones en mayo, que se celebraron bajo un manto de sospecha (no se permitió la participación de los políticos importantes), los resultados fueron desaprobados. En 1968, el Dr. Émile Zinsou fue nombrado presidente, para poco después, en 1969, ser sustituido por el teniente coronel Paul-Émile de Souza.
En 1970, Dahomey intentó celebrar nuevas elecciones, pero las graves discordancias entre políticos del norte y del sur llevaron a su cancelación. Se creó entonces un triunvirato militar formado por Maga, Ahomadegbé, y Apithy, que debería hacerse cargo del gobierno, presidiendo el mismo, cada uno de ellos por un periodo de dos años. El primer líder fue Maga que en mayo de 1972, fue reemplazado por Ahomadegbé. Sin embargo, en octubre de ese mismo año, el ejército intervino de nuevo, retiró a Ahomadegbé de la dirección del gobierno y nombró al undécimo presidente desde la independencia, el mayor Mathieu Kérékou. En 1974, Kérékou proclamó su adhesión al “socialismo científico” y al año siguiente, para distanciar el Estado moderno de su pasado colonial, cambió el anterior nombre del país (Dahomey) por el de República Popular de Benín. Además, en diciembre de 1975 fue creado un partido único oficial, el Partido de la Revolución Popular de Benín (PRPB), estructurado según los moldes del Partido Comunista de la Unión Soviética. Apoyado por Togo, el expresidente Zinsou intentó dar un golpe de Estado, pero fracasó.
Kérékou declaró a Benín como un Estado marxista-leninista, buscando el apoyo financiero de los gobiernos comunistas de la Europa Oriental y Asia. Las huelgas incesantes y los continuos intentos de golpes de Estado llevaron a la creación de una milicia represiva. En enero de 1977, mercenarios dirigidos por Bob Denard, pagados por el Frente de Liberación y Rehabilitación de Dahomey y con apoyo de Togo y Marruecos, desembarcaron en Cotonú para intentar derrocar a Kérékou, siendo derrotados por tropas fieles a este.
El régimen de la República Popular de Benín sufrió importantes transformaciones a lo largo de su existencia: un breve periodo nacionalista (1972-1974); una fase socialista (1974-1982); y una fase de apertura hacia los países occidentales y de liberalismo económico (1982-1990). Se pusieron en marcha amplios programas de desarrollo económico y social, pero los resultados fueron dispares. En 1974, bajo la influencia de los jóvenes revolucionarios - los "Ligueurs" - el gobierno se embarcó en un programa socialista: nacionalización de sectores estratégicos de la economía, reforma del sistema educativo, creación de cooperativas agrícolas y nuevas estructuras de gobierno local, y una campaña para erradicar las "fuerzas feudales", incluido el tribalismo.

## Fines desigloXX
Durante la década de 1980, la situación económica de Benín se volvió cada vez más crítica. El país experimentó altas tasas de crecimiento económico (15,6% en 1982, 4,6% en 1983 y 8,2% en 1984), pero el cierre de la frontera de Nigeria con Benín provocó una fuerte caída de los ingresos aduaneros y fiscales. El Estado ya no puede pagar los salarios de los funcionarios. Continuaron proliferando las huelgas, las protestas estudiantiles y las intentonas golpistas. Tras sucesivos fracasos económicos, en 1989 el Gobierno ya no tiene crédito en el exterior; incluso el mismo Banco Central de los Estados de África Occidental, con sede en Cotonú, le negó ayuda, pues el país había sobrepasado todos sus límites de préstamos.
A raíz de la decadencia política y económica del país, el gobierno de Kérékou renunció al marxismo como ideología estatal. En 1990, se convocó una Conferencia Nacional de las fuerzas vivas benianas que nombró para dirigir durante 11 meses un gobierno de transición al economista Nicéphore Soglo, antiguo funcionario del Banco Mundial y graduado en la Escuela Nacional de Administración de París. 
Fue aprobada mediante referéndum una nueva Constitución y la celebración de elecciones multipartidarias. En estas, que tuvieron lugar en abril de 1991, Nicéphor Soglo derrotó a Kérékou y fue elegido Presidente de Benín.
En la segunda vuelta de las elecciones a la Asamblea Nacional celebrada en marzo de 1995, el partido político de Zoglo, el Parti de la Renaissance du Benín, fue el partido individual más numeroso pero carecía de una mayoría absoluta. El éxito de un partido formado por simpatizantes del expresidente Kérékou, que se había retirado oficialmente de la política activa, le permitió presentarse con éxito a las elecciones presidenciales de 1996 y 2001.

## SigloXXI
Durante las elecciones de 2001, supuestas irregularidades y prácticas dudosas llevaron a que los principales candidatos de la oposición boicotearan la segunda vuelta. Los cuatro contendientes de mayor rango después de las elecciones presidenciales de primera vuelta fueron Mathieu Kérékou (titular) 45,4%, Nicephore Soglo (expresidente) 27,1%, Adrien Houngbédji (Presidente de la Asamblea Nacional) 12,6% y Bruno Amoussou (Ministro de Estado) 8,6%. La votación de la segunda ronda, originalmente programada para el 18 de marzo de 2001, se pospuso durante días porque tanto Soglo como Houngbedji se retiraron, alegando fraude electoral. Esto dejó a Kérékou compitiendo contra su propio Ministro de Estado, Amoussou, en lo que se denominó un "partido amistoso".
En diciembre de 2002, Benín celebró sus primeras elecciones municipales desde antes de la institución del marxismo-leninismo. El proceso transcurrió sin contratiempos con la significativa excepción del consejo del distrito 12 de Cotonú. Esa votación se vio empañada por irregularidades y la comisión electoral se vio obligada a repetir esa única elección. El partido Renaissance du Benin (RB) de Nicephore Soglo ganó la nueva votación, allanando el camino para que el expresidente fuera elegido alcalde de Cotonú por el nuevo ayuntamiento en febrero de 2002.
Las elecciones a la Asamblea Nacional se celebraron en marzo de 2003 y, en general, se consideraron libres y justas. Aunque hubo algunas irregularidades, estas no fueron significativas y no perturbaron mucho el proceso ni los resultados. Estas elecciones resultaron en la pérdida de escaños por parte de RB, el principal partido de oposición. Los otros partidos de oposición, el Partido de Renovación Democrática (PRD) liderado por el ex primer ministro Adrien Houngbedji y la Alianza Etoile (AE), se unieron a la coalición de gobierno.
El ex director del Banco de Desarrollo de África Occidental, Yayi Boni, ganó las elecciones de marzo de 2006 para la presidencia en un campo de 26 candidatos. Los observadores internacionales, incluidas las Naciones Unidas, la Comunidad Económica de los Estados de África Occidental (ECOWAS) y otros, calificaron las elecciones de libres, justas y transparentes. Al presidente Kérékou se le prohibió postularse bajo la constitución de 1990 debido a limitaciones de mandato y edad. El presidente Yayi asumió el cargo el 6 de abril de 2006.
Benín celebró elecciones legislativas el 31 de marzo de 2007 para los 83 escaños de la Asamblea Nacional. Force Cowrie for an Emerging Benin (FCBE), una coalición de partidos estrechamente vinculada al presidente Yayi, obtuvo una pluralidad de escaños en la Asamblea Nacional, lo que proporcionó al presidente una influencia considerable sobre la agenda legislativa.
En marzo de 2011, el presidente Boni Yayi fue reelegido con el 53,13% de los votos en la primera vuelta de las elecciones. Su principal rival rechazó los resultados alegando irregularidades generalizadas.
En octubre de 2015, el expresidente de Benín, Mathieu Kerekou, que gobernó el país un total de 28 años durante sus dos periodos como presidente (1972-1991 y 1996-2006), murió a la edad de 82 años.
Después de que el presidente Boni Yayi cumplió un máximo de dos mandatos de cinco años, lo sucedió el empresario Patrice Talon. Talon derrotó al primer ministro Lionel Zinsou, el candidato de las Fuerzas Cowry para un Benín Emergente (FCBE) de Boni Yayi, en las elecciones presidenciales de marzo de 2016.
En abril de 2021, el titular Patrice Talon ganó la reelección con el 86% de los votos en la primera ronda de las elecciones. El cambio en las leyes electorales resultó en el control total del parlamento por parte de los partidarios del presidente Talon.
En abril de 2025, el gobierno de Benin adoptó una ley que reconocía 16 reinos, 80 jefes superiores y 10 jefes tradicionales mediante una nueva ley, adoptada en marzo de 2025. El período precolonial, fijado en 1894 para el sur y 1897 para el norte de Benin, sirvió de referencia histórica para el proyecto de ley de institucionalización de la cacicazgo en Benin. y regular las normas sobre los territorios tradicionales.